# Tetrahidrobiopterina
La tetrahidrobiopterina (BH4, THB, nombre comercial Kuvan) o sapropterina (INN) es un cofactor esencial natural, de tres hidroxilasas de aminoácidos aromáticos, que participan en la degradación del aminoácido fenilalanina y en la biosíntesis de los neurotransmisores serotonina (5-hidroxitriptamina, 5-HT), melatonina, dopamina, norepinefrina, epinefrina y es cofactor en la producción de óxido nítrico (NO) por medio de las enzimas óxido nítrico sintasas.

## Historia
La tetrahidrobiopterina fue descubierta por desempeñar un rol como cofactor enzimático. La primera enzima que se encontró que utilizaba tetrahidrobiopterina fue la fenilalanina hidroxilasa (PAH), la cual cataliza la conversión de fenilalanina a tirosina.

## Biosíntesis
La tetrahidrobiopterina se sintetiza a partir de la guanosina trifosfato (GTP) a través de tres reacciones químicas mediadas por las enzimas GTP ciclohidrolasa I (GTPCH), 6-piruvoiltetrahidropterina sintasa (PTPS); y sepiapterina reductasa (SR).

## Funciones
La tetrahidrobiopterina posee las siguientes responsabilidades como cofactor enzimático:
- Triptófano hidroxilasa (TPH) en la conversión del L-triptófano (Trp) a 5-hidroxitriptófano (5-HTP)
- Fenilalanina hidroxilasa (PAH) en la conversión de L-fenilalanina (Phe) a L-tirosina (Tyr)
- Tirosina hidroxilasa (TH) en la conversión de L-tirosina a L-DOPA (DOPA)
- Óxido nítrico sintasa (NOS) en la conversión de un nitrógeno de guanidina de la L-arginina (Arg) a óxido nítrico (NO)
- Alquilglicerol monooxigenasa (AGMO) en la conversión de 1-alquil-sn-glicerol a 1-hidroxialquil-sn-glicerol

La tetrahidrobiopterina posee múltiples funciones en la bioquímica humana. Uno de ellos es la de convertir aminoácidos tales como la fenilalanina, tirosina y triptófano a precursores de la dopamina y serotonina, los neurotransmisores primarios del organismo.

Debido a su rol en la conversión de L-tirosina a L-dopa, la cual es el precursor de la dopamina, una deficiencia de tetrahidrobiopterina puede causar enfermedades neurológicas severas no relacionadas con un aumento tóxico en los niveles de L-fenilalanina. La dopamina es un neurotransmisor vital, y es precursor de la norepinefrina y de la epinefrina. Por lo tanto una deficiencia de BH4 puede conducir a deficiencias sistémicas de dopamina, norepinefrina y epinefrina. De hecho, una de las condiciones primarias que pueden resultar de la deficiencia en GTPCH relacionada con la deficiencia de BH4 es la distonía responsiva a dopamina; actualmente, esta condición es tratada típicamente con carbidopa/levodopa, las cuales restauran directamente los niveles de dopamina en el cerebro.
La BH4 además actúa como catalizador en la producción de óxido nítrico. Entre otras cosas, el óxido nítrico se encuentra involucrado en la vasodilatación, la cual mejora el flujo de sangre sistémico. El rol de la BH4 en este proceso enzimático es tan crítico que algunos investigadores señalan que una deficiencia de BH4 (y por lo tanto de óxido nítrico) es la causa central en la disfunción neurovascular que es la marca de presentación de algunas enfermedades relacionadas con la circulación tales como la diabetes.

## Uso clínico

### Fenilcetonuria
Un defecto en la biosíntesis de tetrahidrobiopterina y o en la regeneración puede resultar en fenilcetonuria por un exceso en los niveles de L-fenilalanina, o hiperfenilalaninemia (HPA), como así también deficiencia de neurotransmisores monoamina y óxido nítrico. La presencia crónica de fenilcetonuria puede provocar daño cerebral severo, incluyendo síntomas de retraso mental, microcefalia, impedimentos del habla, convulsiones, y anormalidades en el comportamiento, entre otros efectos.
Una forma farmacológica de tetrahidrobiopterina desarrollada por BioMarin, bajo el nombre comercial Kuvan, aprobada por la FDA en diciembre de 2007 y por la EMA en 2008, es una preparación sintética de la sal dihidrocloruro de tetrahidrobiopterina conteniendo ácido ascórbico como protector redox, se utiliza en el tratamiento de la PKU y las deficiencias de tetrahidrobiopterina. La sapropterina es el primer tratamiento no dietario para pacientes con PKU que ha demostrado en estudios doble ciego randomizados, que es efectiva para disminuir los niveles sanguíneos de fenilalanina.

### Enfermedad cardiovascular
Ya que la producción de óxido nítrico es importante en la regulación de la presión y flujo sanguíneo, es comprensible que este compuesto desempeñe un papel importante en las enfermedades cardiovasculares, por lo que la tetrahidrobiopterina es una posible diana terapéutica. La NOS endotelial, presente en la capa de células endoteliales que recubren el interior de los vasos sanguíneos, es dependiente de la disponibilidad de tetrahidrobiopterina. Un aumento de los niveles de tetrahidrobiopterina en las células endoteliales, por medio de un aumento en los niveles de la enzima biosintética GTPCH puede mantener la función endotelial, en modelos experimentales de diferentes estadios de enfermedades capaces de alterar la función endotelial, tales como la diabetes, ateroesclerosis, e hipertensión pulmonar hipóxica. Sin embargo, el tratamiento con tetrahidrobiopterina oral de los pacientes con una enfermedad coronaria preexistente se ve limitada por la oxidación de la tetrahidrobiopterina a su forma inactiva dihidrobiopterina, la cual tiene muy poco beneficio sobre la función vascular.
Basado en las investigaciones en ratones, se concluye que la tetrahidrobiopterina podría ser beneficiosa para el tratamiento y manejo de la falla cardíaca diastólica intratable. Lo cual es esperanzador ya que existen menos formas de tratamiento para la falla cardíaca diastólica que para la sistólica.

### Investigación
Además de los estudios sobre la PKU, la tetrahidrobiopterina ha participado en ensayos clínicos estudiando otros enfoques para resolver condiciones resultantes de la deficiencia de tetrahidrobiopterina. Estos incluyen autismo, ADHD, hipertensión, disfunción endotelial y enfermedad renal crónica. Hasta septiembre de 2010, no había resultados disponibles. Los estudios experimentales sugieren que la tetrahidrobiopterina regula la producción deficiente de óxido nítrico en los estados de enfermedad cardiovascular, y contribuye a la respuesta contra la inflamación y el daño, por ejemplo en el dolor debido a al daño nervioso.

### Autismo
En 1997, se publicó un pequeño estudio piloto sobre la eficacia de la tetrahidrobiopterina en el alivio de los síntomas del autismo, el cual concluyó que "podría ser útil para un subgrupo de niños con autismo" y que eran necesarios ensayos de doble-ciego, así como estudios que pudieran medir los resultados sobre un extenso periodo de tiempo. En 2010, Frye y colaboradores publicaron un trabajo en el que concluian en que era segura, y además notaban que "varios estudios clínicos han sugerido que el tratamiento con BH4 mejora la sintomatología del ASD en algunos individuos".

## Efectos adversos
El más común de los efectos adversos, observado en más del 10% de los pacientes, incluye migrañas y congestión nasal. También son relativamente comunes las diarreas y vómitos, donde se observa en al menos el 1% de los pacientes.

## Interacciones
No se han llevado a cabo estudios sobre interacciones. Debido a su mecanismo, la tetrahidrobiopterina podría interactuar con los inhibidores de la dihidrofolato reductasa, tales como el metotrexato y trimetoprim, y drogas potenciadoras del óxido de nitrógeno tales como la nitroglicerina, molsidomina, minoxidil e inhibidores PDE5. La combinación de tetrahidrobiopterina con levodopa podría provocar un aumento en la excitabilidad.